# Cascadas Burney
Las cascadas o cataratas Burney (en inglés: Burney Falls) son unas cascadas de los Estados Unidos localizadas en el curso del arroyo Burney, dentro del parque estatal Cascadas McArthur-Burney, en el condado de Shasta, California. El parque, establecido en 1926, protege un área de 370 ha.

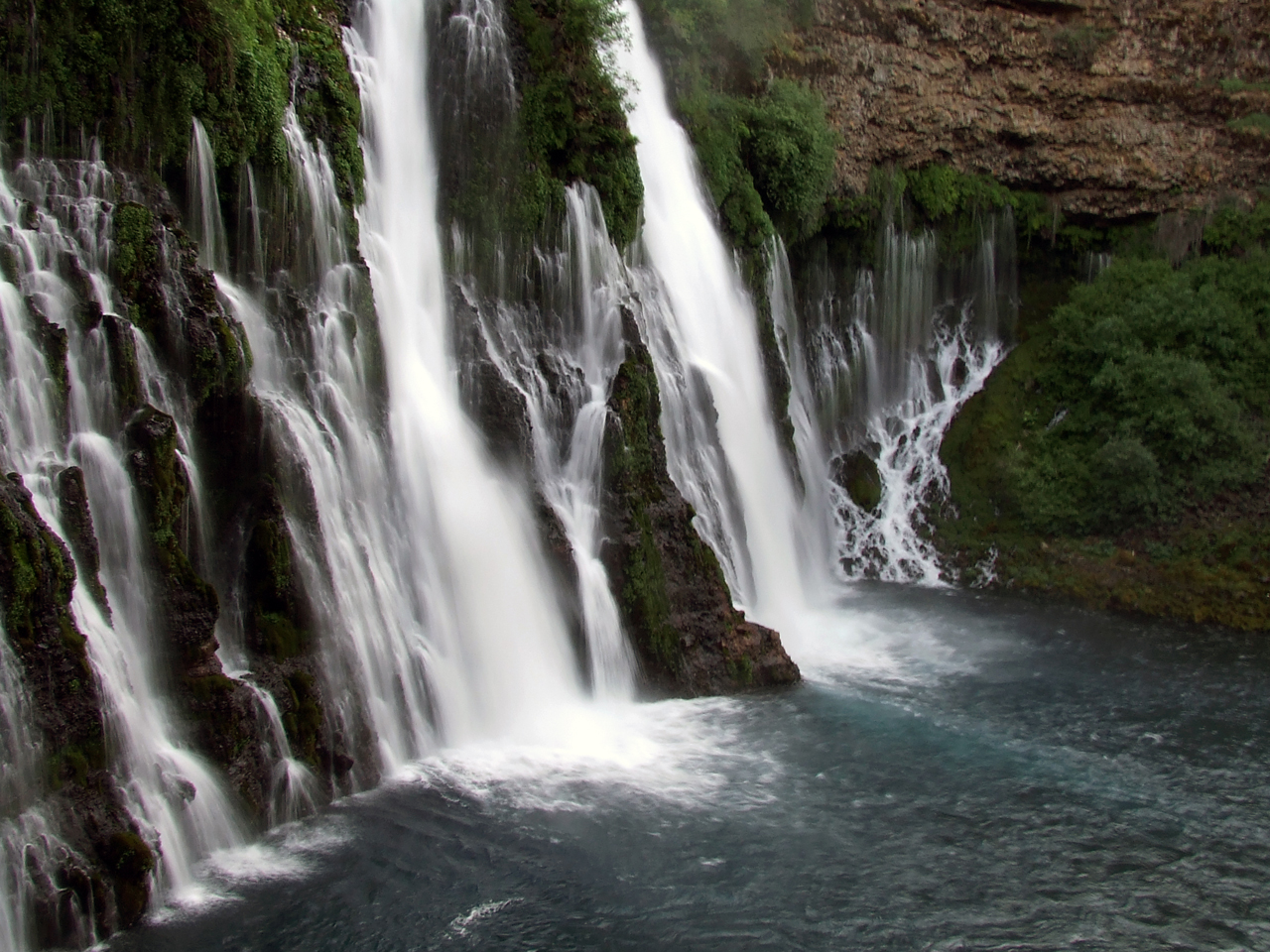
Otra vista de las cascadas

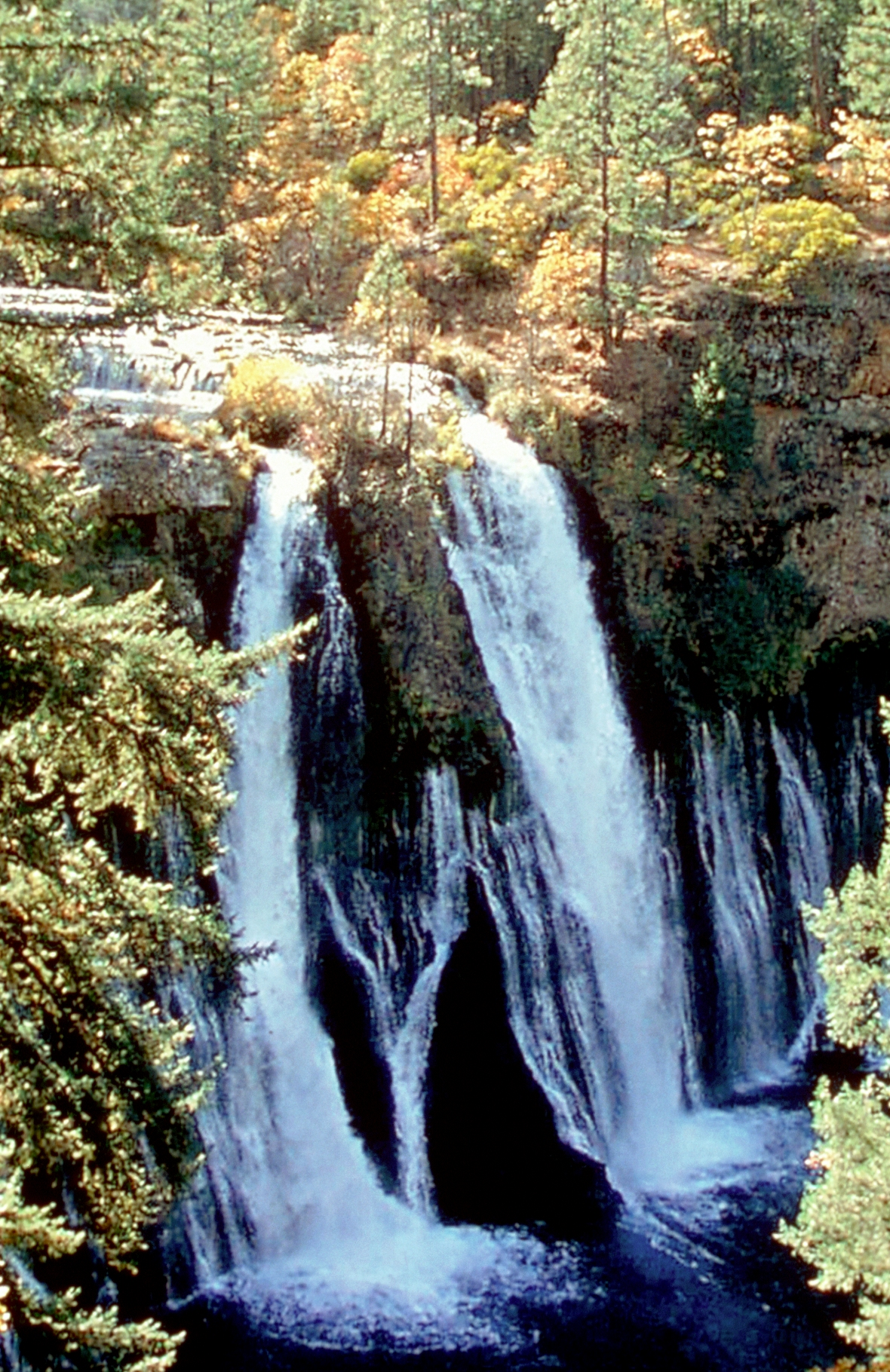
Otra vista de las cascadas

El agua proviene de manantiales subterráneos aguas arriba y en las cataratas, que tienen  34,75 m de altura, y proporcionan un caudal casi constante de 379 millones de litros por día, incluso durante los meses secos de verano. El arroyo Burney es un afluente del río Pit, que tiene su desembocadura en el embalse del lago Britton al norte. Las cascadas son un ejemplo de drenaje fluvial regulado por manantiales controlados estratigráficamente, y también de una cascada formada por el  corte de los estratos horizontales.
El presidente Theodore Roosevelt llamó a las cascadas «la Octava maravilla del mundo» y fueron declaradas hito natural nacional (National Natural Landmark) en diciembre de 1954.